# 멀리사 베이커
멀리사 베이커(Melissa Baker, 1987년 10월 6일 ~ )는 미국의 모델이다.